# Lopakodók: Az utolsó bevetés
A Lopakodók: Az utolsó bevetés (eredeti cím: Sniper: Ultimate Kill) 2017-es amerikai akció-thriller, melyet Claudio Fäh rendezett és a főszereplők Chad Michael Collins, Billy Zane, valamint Tom Berenger. A filmet közvetlenül DVD-re adták ki. Ez a Lopakodók filmsorozat hetedik része és a 2016-ban bemutatott Lopakodók: A láthatatlan ellenség című film folytatása.

## Cselekmény
Egy kolumbiai drogbáró, Jesús Morales titokban fizet egy „Ördög” nevű mesterlövész szolgáltatásaiért, aki megbízva képes bármilyen ellenséget megölni. Ha az ellenfelek nem maradnak életben, Morales erősebbé válik, és egyre több csempészetet tud vezetni az Egyesült Államokban. A DEA aggódik az országukat fenyegető veszélytől, ezért Kolumbiába küldik Kate Estrada különleges ügynököt, aki évek óta Morales nyomában van, valamint Brandon Beckett tengerészgyalogos mesterlövészt. Küldetésük: Megölni az „Ördögöt” (El Diablo) és visszavinni Moralest az Amerikai Egyesült Államokba, hogy a bűncselekményei miatt börtönbe zárják. Az ügynökök úgy vélik, hogy mindent ellenőrzés alatt tartanak, de Morales és az "ördög" rengeteg meglepetéssel készül, hogy a lopakodók küldetése sikertelen maradjon.

## Szereplők
| Szereplő                      | Színész               | Magyar hang        |
| ----------------------------- | --------------------- | ------------------ |
| Brandon Beckett őrmester      | Chad Michael Collins  | Hevér Gábor        |
| Richard Miller őrnagy         | Billy Zane            | Galambos Péter     |
| Thomas Beckett törzsőrmester  | Tom Berenger          | Borbiczki Ferenc   |
| John Samson különleges ügynök | Joe Lando             | Csankó Zoltán      |
| Kate Estrada                  | Danay Garcia          | Bogdányi Titanilla |
| Garcia atya                   | Jaime Correa          | ?                  |
| Garza százados                | Luis Alfredo Velazco  | Galbenisz Tomasz   |
| El Diablo / Enrique           | Andrés Felipe Calero  | Varga Gábor        |
| Jésus Morales                 | Juan Sebastian Calero | Dózsa Zoltán       |
| Maria Ramos                   | Diana Patricia Hoyos  | Erdős Borcsa       |